# 白蛇伝 (1958年の映画)
『白蛇伝』（はくじゃでん）は、中国の四大民間説話のひとつ『白蛇伝』を題材にした、日本最初のカラー長編漫画映画（アニメ映画）である。カラー、スタンダード（長編作では唯一）・Westrex RECORDING SYSTEM、79分、映倫番号：10796/10796-T（予告編）。昭和三十三年度・芸術祭参加作品。文部省選定（少年向・家庭向）映画であった。アニメ映画ではあるが、森繁久彌が初めて東映の映画作品に出演したものである。
キャッチコピーは「蛇精の姫、幻術使い、珍獣の数々の乱舞跳梁」。

## 概要

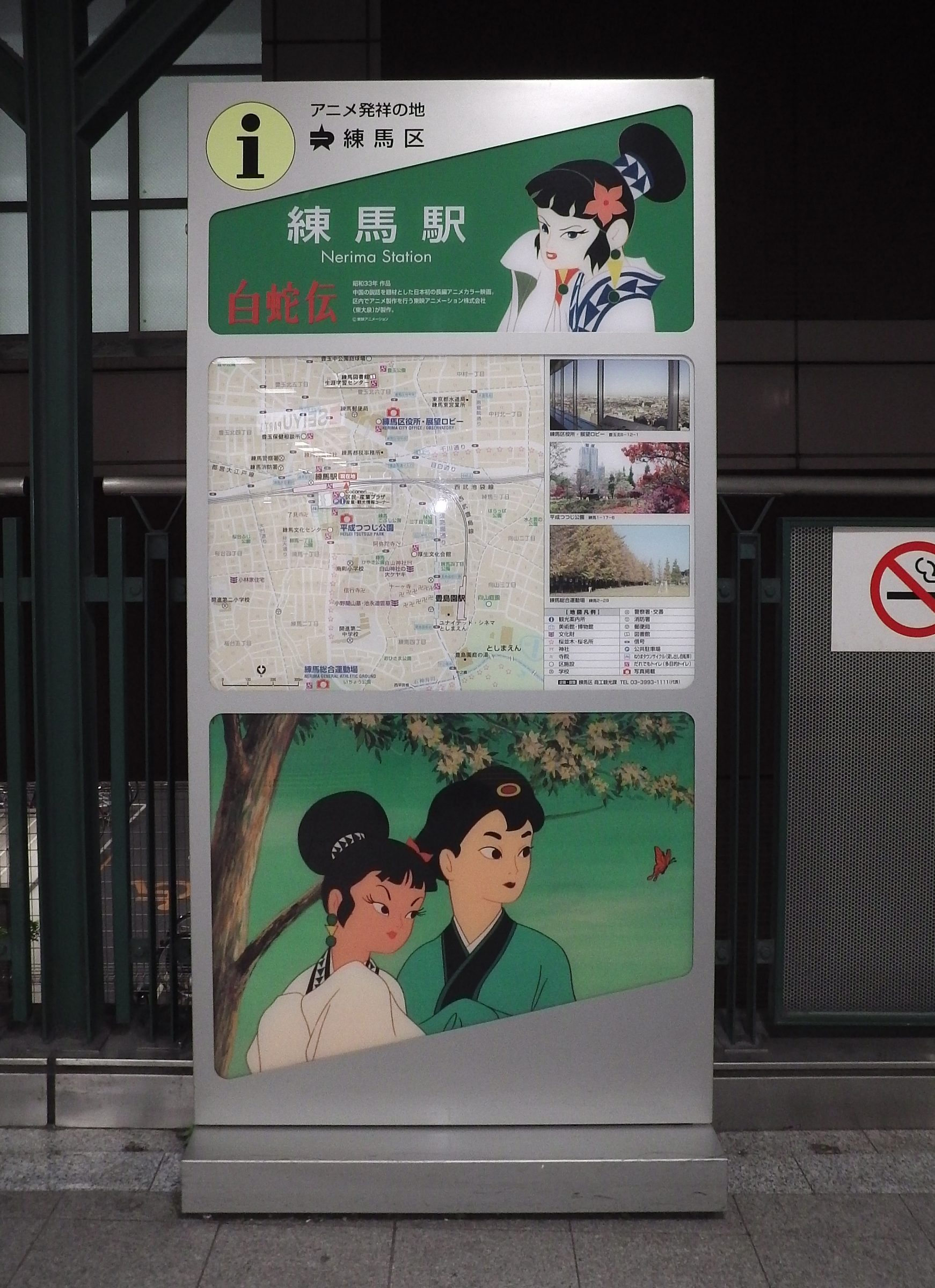
西武池袋線の練馬駅の西口の案内板。「アニメ発祥の地 練馬区」と書いてある。

日本初の劇場用長編漫画映画として『桃太郎の海鷲』（1943年・37分）、それに続く『桃太郎 海の神兵』（1945年・74分）があったものの、長編アニメ映画制作のシステムが確立されておらず、スタッフ達は他国（特にアメリカ）のアニメの研究からアニメーターの養成、アニメ用撮影機材の開発などまで着手しつつ、2年がかりで作りあげていった。
この映画の制作に携わったスタッフは、その後の日本アニメ界を牽引する役割を担っていった。また宮崎駿のように、この映画を観た経験がアニメ界に入るきっかけの一つとなった人物もいる。
演出は、それまで東宝教育映画部で短編アニメを製作していた藪下泰司が手掛けた。製作は東映動画（現・東映アニメーション）、配給は東映。声の出演者は森繁久彌と宮城まり子。彼らの台詞を劇作家の矢代静一が執筆している。他に、人物の動きをトレースしてアニメ化する手法「ライブアクション」のために水木襄、松島トモ子や当時東映に入社したばかりの佐久間良子らが起用された。
1958年（昭和33年）10月22日公開に先立ち、同年9月、ベニス国際児童映画祭に出品。特別賞を受賞した。
DVDは2002年（平成14年）7月21日に、BDは2019年（令和元年）10月9日に発売された。

## ストーリー
時は宋の時代の中国。許仙は西湖の畔に住む心優しい少年。幼い頃、飼っていた可愛い小さい白蛇を、大人たちに叱られて泣く泣く野原に捨てた。十数年後の嵐の夜、その白蛇が美しい少女の姿に変身する。人間に化けた白娘は、お供の青魚の精・小青と西湖に来て、法術を使い豪華な邸宅を作り出す。成人した許仙が、ある朝、友だちのパンダとミミィと笛を吹いていると、その笛の音に答えるかのように胡弓のきれいな音色が聞こえてきた。許仙は1人の美女を見つける。一方、パンダとミミィがさっきの音色の出所を探していると、妖しい少女に導かれ胡弓を見つけ、持ち帰ることにした。夜、許仙が笛を吹くと、その音に答えるかのように胡弓が鳴り始めた。その後まんじりともせず夜を明かした許仙たちは、この不思議な胡弓の持ち主を探しに行く。小青と出会った許仙は小青に胡弓を返そうとするが「これは貴方のもの」と告げられ、「白娘様がお待ちかねよ」と立派な邸宅に招待される。「白娘というのは昨日のあの美しい人かもしれない」と思った許仙は誘われるがままに邸宅を訪れる。中から現れたのは、許仙が思ったとおりの人だった。あまりの美しさに心を奪われた許仙は、白娘と花畑や庭園で夢うつつなひと時を過ごす。その頃、許仙が白娘と恋に落ちたことを法力で知った高僧・法海は、なんとか許仙を救おうと考えていた。
小青とパンダとミミィは2人が結ばれたことを喜び、木彫りの竜で遊んでいると、なんとその竜が小青たちを乗せたまま空へと舞い上がってしまった。やっと落ちた先は宝物殿で、何も知らない小青たちは宝石を2つ許仙と白娘のために持ち帰った。しかしその宝石は国宝で、許仙はそれを盗み出した泥棒として役人に捕まり蘇州へ追放され、強制労働につかされることになってしまう。白娘も愛する許仙を追って蘇州へ向かうが、そこで許仙の身を案じて先回りした法海と遭遇する。白娘は法海に敗れ、逃げていく白娘を見た許仙は、彼女を追ううちに崖から落ち、絶命してしまう。
法海は許仙を島のお寺に葬ってあげようとする。一方白娘は、竜王に、自分が妖精でなくなり、妖術が一切使えない人間の身となることを条件に許仙を生き返らせてくれるよう懇願する。白娘の願いを聞き届けた竜王は白娘に命を救う命の花を授ける。白娘は命の花を持って許仙のもとへ向かうが、白娘を化物だと信じる法海は白娘を阻むため法力で追い返してしまう。そこで小青が深海の王・巨大な黒いナマズに頼み、大嵐を起こして島を襲い、許仙を取り戻そうとする。船に乗って島へ命の花を届けようとしていた白娘は、この嵐に巻き込まれてしまう。小青たちによって命の花は許仙のもとへ届き、許仙は息を吹き返す。許仙は大荒れの海の中、溺れている白娘を見つけると、たちまち海に飛び込んで白娘を助けた。この様子を見た法海は、白娘が人間へと生まれ変わり、2人の愛が本物だと知って、2人を船で迎えに行く。2人は幸せの国へと旅立っていった。

## 登場キャラクター
許仙（しゅうせん）
パンダ、ミミィと一緒に町で暮らす青年。子供の頃に小さい白蛇を飼っていた。横笛を吹くのが得意。
白娘（ぱいにゃん）
白い衣を着た美女。正体は許仙が子供の頃飼っていた白蛇の精。許仙に近づくため人間の姿に化けている。一途な性格。胡弓の演奏が得意。
小青（しゃおちん）
深海の底に住む青魚の精。白娘のお供。人間に化けると、青色の服を着た小柄な少女の姿になる。
パンダ
ジャイアントパンダで許仙と仲良しである。腕っぷしが強い。
ミミィ
レッサーパンダで、許仙と仲良しである。
法海（ほっかい）
海に浮かぶ孤島の山上の寺に住む高位の和尚。白娘が妖怪であることを知り、白娘と許仙の恋路を阻もうとする。強大な法力を持つ。
龍王（りゅうおう）
宇宙の星に住む。
ナマズ王（ナマズおう）
小青の伯父。深海の底に潜んでいる巨大な黒いナマズ。小青に頼まれ、大荒れの暴風雨を起こす。
アンチャン組（アンチャンぐみ）
蘇州で盗みを働く動物たちの愚連隊。メンバーはブタ、アヒル、イタチ、ネズミ。パンダに負け許仙の手下となる。

## 製作の経緯

### 発端から企画の始動まで
日本発の初のカラー長編アニメ『白蛇伝』が作られるきっかけとして、東宝が香港のショウ・ブラザーズと共同制作した実写映画の『白夫人の妖恋』（1956年、東宝）がある。池部良、山口淑子、八千草薫らが出演したこの映画は林房雄の小説『白夫人の妖術』を原作とするが、小説自体が中国の説話『白蛇伝』を翻案したもので香港で興行的に大成功を収めた。これを受け『白夫人の妖恋』をアニメ化する企画が香港の映画界から東映に持ち込まれた。
これがきっかけとなり、当時の東映の社長・大川博は、香港の下請けとしてでなく、独自の本格的なアニメ映画をつくることを考え始めた。当時大きな興行収益を上げるアニメはディズニー映画のみだったが、日本においてアニメ映画製作の体勢を整えていけば、将来大きな産業になるのではないかという、鉄道省の役人から東急の専務、そして東映の社長へと叩き上げてきた大川の、経営者としての予測もあった。
2時間規模のカラーアニメ映画を目指し、東映の教育映画部が中心となって『白蛇伝』の企画がスタートした。この企画のために集められたスタッフには、赤川次郎の実父である教育映画部の赤川孝一、キャラクター原案と美術を担当する岡部一彦（漫画家岡部冬彦の実兄）、NHK技研出身で美術担当の橋本潔、演出担当の藪下泰司などがいる。
とはいえこの当時の日本には、アニメを制作する会社は影絵動画を含めてもごく少なく、そのいずれもが僅かの社員を抱えるのみの小会社だった。例えば業界最大手だった日動映画ですら、社員20数名の社屋のない会社であり、高校の空き教室を間借りしアニメ製作をしているような状態だった。
また、それまでに作られた最大規模のアニメ映画は大戦中の国策映画『桃太郎 海の神兵』（1945年、松竹動画研究所、白黒）で、上映時間は74分だった。アニメーションの専門家と言える人材がいない状況で、2時間規模のカラーアニメをつくろうとするこの試みは、当時の常識から考えて極めて無謀とも言えた。
東映は、動画会社の吸収、短編動画の制作、動画スタジオの建設、スタッフ養成など、数年がかりでアニメーション制作の体勢を整えつつ、その集大成として長編アニメ『白蛇伝』を完成させるという大がかりな計画を立てた。1957年（昭和32年）6月末、『白蛇伝』の制作が正式に記者発表された。

### 東映動画の誕生と動画スタジオの建設
1956年（昭和31年）、東映は手始めとして、負債を抱えていた日動映画株式会社を社員ごと買収し、東映動画株式会社へと商号変更させた。この東映動画に『白蛇伝』のために集めたスタッフを送り込み、『白蛇伝』へ向けた慣らしの意味も込め、短編アニメ『こねこのらくがき』の制作を開始させた。
建設中の動画スタジオのために、スタッフの養成も始まった。日動映画を吸収することで、東映はベテランのアニメーター達を手に入れた。その中には、山本早苗（後、戸田早苗）、大工原章、森康二などがいる。しかし長編『白蛇伝』のような大がかりなアニメを制作・量産していくためには、圧倒的に人数が足りない。そこで美術大学などにアニメーターとなる人材を求め採用した。この東映動画一期生達は、日動映画のベテラン達に指導を受け、日本アニメの基礎を担う人材へと育っていく。この時に入社した新人には、後に『ルパン三世』や『未来少年コナン』の作画監督を務めた大塚康生や、『銀河鉄道の夜』を手掛けたアニメーション監督の杉井ギサブローなどがいる。杉井によれば、入社当時の世相は絵描きが仕事になる時代ではなく、芸大出の卒業生や普通の画家などが食い扶持を稼ぐために入社試験を受けに来ており、漫画が上手い人はほとんどいなかったと証言している。
1957年（昭和32年）には東映東京撮影所（東大泉）の敷地内に動画スタジオが完成。東映動画は日動時代の新宿区原町から同スタジオに移転した。やがて大泉周辺には、大小のアニメスタジオが集まるようになっていく。

### フィルムボードとライブアクションの試み
大工原章と森康二が原画を担当し、新人の動画担当アニメーター42名が参加して、約7カ月の作画期間と4,047万1,000円の製作費、1万6,474枚の原画、6万5,213枚の動画が費やされた。当時はアニメーション制作の経験者が少なく、順次募集されたスタッフにノウハウを教育しながら制作を進めたという。
キャラクターデザインの段階から人形を作って作画の参考にした他、ディズニーの長編作品でも既に採用されていた「ライブアクション」を日本で初めて採用し、俳優の動きを撮影したフィルムを紙に写し人物の動作を描くライブアクションには、当時の東映ニューフェイスだった水木襄や佐久間良子らが参加した。

### 公開
「予告編」では大川博が自ら出演、また当時の東映動画スタジオと、製作風景も映し出されていた。この予告編は後述のDVDに収録されている。
1958年当時、東映は既にオープニングに「荒磯に波」を使用していたが、本作では「荒磯に波」を使用せず、「2つの円状の放射線と東映マーク」という独自のオープニングを使用した。
本作品では、中国にしか生息しないジャイアントパンダとレッサーパンダが紹介された。公開当時、日本では未だジャイアントパンダがいなかった。

## 公開後
宮﨑駿は主人公の許仙を演じた森繁の演技に深く感銘を受け、1997年公開の自作『もののけ姫』の制作に際して自ら森繁の元に足を運んで依頼し、乙事主役として出演させた。この経緯は『「もののけ姫」はこうして生まれた』内の映像でも確認できる。
2001年放送の東映特撮番組『仮面ライダーアギト』の第39話ではアギトの力を失った真島浩二が木野薫を呼び出した映画館内でこの映画の一部シーンが放映されている。
2016年、YouTubeに開設された「東映アニメーション創立60周年公式チャンネル」（現：東映アニメーションミュージアムチャンネル）で、本作が2017年7月末まで無料配信された。
2017年、日本動画協会が旗振り役となっている「アニメNEXT_100」プロジェクトが、日本でアニメが初めて制作されたとされる1917年から100周年となる同年、本作の公開初日（10月22日）を「アニメの日」と制定、日本記念日協会に登録した。この日が選ばれたのは、本作の制作にあたって掲げられた志が、日本のアニメ史において重要なマイルストーンとするに相応しいものと関係各位が認識を同じくしたことによる。
草創期の日本のアニメーション界を描いた2019年度前期放送のNHK連続テレビ小説『なつぞら』では、仕上課員として東洋動画（東映アニメーションがモデル）に入社したヒロイン・なつが、最初に仕上としてアニメーションに関わる劇中アニメ『白蛇姫』のモデルとして用いられた。
2023年、YouTubeの「東映シアターオンライン」で、前年の2022年12月から始まった「東映オンデマンド」サービス開始を記念した企画の一環として、本作が同年1月12日21:00（JST）から同年1月19日23:59（JST）まで無料配信が行われた。同チャンネルでのアニメ映画配信は2022年12月に配信された『サイボーグ009』（第1作）に続く。なお2022年12月からは「予告編」も配信、本作の配信が終了後も「予告編」の配信は継続している。
2025年、この年の干支が「巳年」である事に因み、1月1日から同月15日まで東映アニメーションミュージアムチャンネルで7年半ぶりに無料配信が行われた。この時は予告編も一緒に配信、2023年版同様に現在も配信中である。

## 受賞ほか

### 海外
- 第9回ベルリン市民文化賞
- 第11回ベネチア国際児童映画祭特別賞[5]
- メキシコ名誉大賞

### 国内
- 文部省選定
- 第9回ブルーリボン賞[5]
- 第12回毎日映画コンクール特別賞[5]
- 第13回文部省芸術祭奨励賞[5]
- 1958年度NHK映画（ベストテン別格）
- 芸術祭団体奨励賞
- 北海道映画鑑賞会賞

## スタッフ・出演者
- 製作：大川博
- 企画：高橋秀行、赤川孝一、山本早苗
- 原案：上原信（作家・山根一眞の父 / ペンネーム）
- 脚本・演出：藪下泰司
- 台詞構成：矢代静一
- 構成美術：岡部一彦、橋本潔
- 音楽：木下忠司、池田正義、鏑木創
- 原画：大工原章、森康二
- 動画：大塚康生、坂本雄作、喜多真佐武、紺野修司、中村和子、寺千賀雄、楠部大吉郎、長沢寿美子、藤井武、加藤洋子、松隅玉江、赤坂進、奥山玲子
- 背景：草野和郎、前場孝一
- 撮影：塚原孝吉、石川光明
- トレス：進藤みつ子、山田みよ
- 彩色：伊藤澄子、宮崎正子、本橋文枝
- 編集：宮本信太郎
- 録音：森武、小松忠之
- 音響効果：吉武冨士夫
- 風俗考証：杉村勇造
- 記録：山崎幸子
- 進行：稲田伸生
- 現像：東映化学工業株式会社
- 声の出演：森繁久彌、宮城まり子 －東宝－

## 同時上映
『一心太助 天下の一大事』
- 脚本 - 鷹沢和善 / 監督 - 沢島忠 / 主演 - 中村錦之助（萬屋錦之介）
- 中村錦之助版『一心太助』シリーズ第2作目。

## 関連商品

### VHS
- 「白蛇伝」劇場版アニメ・中古ビデオ VCTM-00094

### DVD
- 「白蛇伝」劇場版アニメ（発売日: 2002年7月21日 全1巻・片面2層 DISC枚数：1）DCTD-2106
- 「白蛇伝」劇場版アニメ（期間限定生産版 発売日: 2008年7月1日 全1巻・片面2層 DISC枚数：1 MPEG-2）ISRC 4988101137541 DCTD-2106
  - 特典内容
    - 特殊仕様：ピクチャーディスク
    - 封入特典：ピクチャーレーベル
    - 映像特典：アートギャラリー
- 「白蛇伝」劇場版アニメ・台湾正規版（全1巻・片面1層）
言語：日本語、中国語
字幕：中国語（台湾繁体）字幕、On/Off選択を出来る。